# Скъпоценен гущер
Скъпоценните гущери (Timon lepidus) са вид влечуги от семейство Гущерови (Lacertidae).
Разпространени са в югозападна Европа.
Таксонът е описан за пръв път от Франсоа Мари Доден през 1802 година.

## Подвидове
- Timon lepidus ibericus
- Timon lepidus lepidus
- Timon lepidus oteroi